# 二分心智理論
二分心智理論（英語：Bicameral mentality）是心理学中的一种假设，該假设认为，人的心灵曾經以一種認知功能被割裂的狀態運作，一部分劃分在似乎用於「說話」的腦區，另一部分則劃分在用於「聆聽」和「服從」的腦區，這也就是「二分心智」。 这个術語由朱利安·杰恩斯 （Julian Jaynes）所創 ，他在1976年出版的《二分心智的崩塌：人類意識的起源》（The Origin of Consciousness in the Breakdown of the Bicameral Mind）一書中提出了此觀點 。傑恩斯認為，距今三千年以上，地中海青銅文明以前的時代，人類的正常心靈曾經以「二分心智的狀態」的方式普遍存在。

## 意识的起源
傑恩斯以兩個腔室（bicameral）来隐喻一种透過幻聽將右腦的經驗和記憶傳遞到左腦的心理状态。正常大腦的兩個腦半球會不断透過胼胝体相互交流，但是傑恩斯根據脑功能侧化的想法提出了該隐喻。 这个隐喻并不意味着二分心智大腦的两個半球“隔離”彼此，而是指二分心智被體驗為一種相異的、無意識的思維模式，這種思維模式在面對新刺激時，會以一種語言控制機制來調節意志，並以言語幻聽的方式獲得體驗。 

### 二分心智的心理狀態
二分心智的心理狀態是無意識的，因為它無法透過「元反思」（meta-reflection）來推理和表述心理內容，無法以清楚的意識做出反應，也缺乏元反思能力來解釋行為。 因此，二分心智缺乏「元意識」（metaconsciousness）、自傳體記憶，以及執行「自我功能」的能力，例如心智游移和有意識地對心理內容進行內省。二分心智作為一種社會控制手段，當其不再適用於複雜文明時，這種心靈模型會被有意識的思維模式所取代。傑恩斯认为，有意识的思维模式以習得隱喻性語言為基礎，而隱喻性語言是透過敘事練習來學習。 
根据傑恩斯的说法，處於二分心智心理狀態的古人體驗世界的方式類似於精神分裂症患者。与其说他們在遇到新奇或意外狀況下能夠有意識地做出評估，不如说會產生幻聽，或是幻想「神」給出了建議或命令，然後無條件服從這些幻覺。換句話說，他們根本不會意識到自己的思維過程本身 。這種「指令性幻覺」經常會指揮患有精神分裂症主要症狀的患者，以及其它的聲音收聽者。而傑恩斯的假說為「 指令性幻覺」提供了一種可能的解釋。 

### 傑恩斯的证据
傑恩斯的假說認為，人類心靈直到3000年前依舊處於二分心智的狀態。傑恩斯引用了包括歷史文獻在內的許多不同來源的證據來為該假說建立論據， 他採取了跨学科方法，從許多不同的領域獲取數據。  傑恩斯断言，一直到大概是荷马史诗 《伊利亚特》中的時代，人类才具备当今大多数人所经历、屬於意识的「自我覺察特徵」。 與之不同的是，有二分心智的人相信所收到的精神命令是由外部的「神」所发出，並受其引導，这些命令记录在古代神话、傳說和历史记载中。這不僅體現在古代史詩中對人物的命令上，也體現在希腊神话中“唱著”詩歌的缪斯身上。 根据傑恩斯的说法，古人確實如字面上曾听过缪斯作乐，並直接將其作為音乐和诗歌的来源。 
傑恩斯断言，在《伊利亚特》和《 旧约》的章節中，沒有提到任何一種认知过程（例如内省），也沒有明顯的跡象表明作者具有自我覺察。 傑恩斯认为，舊約中較古老的部分（例如《阿摩司書》）很少或根本沒有後来作品的特徵，像是《舊約》中較晚期的部分（例如傳道書）以及荷馬的《奥德赛》等。這表明早期的意識形式是一種完全不同的心理狀態。 
傑恩斯注意到，那個古老年代與現代相比，神的數量和拟人化程度普遍要高得多，並推測這是因為每個有二分心智的人都有他們自己的「神」，以此反映出自身的欲望和經歷。
他还指出，在古代社會中，死者的屍體常被當作活人來對待（坐著，穿衣服，甚至餵食），藉此作为祖先崇拜的一種形式，傑恩斯认为，这些死者被认为仍活着，並且是幻聽的来源。  這種對100人以上村落社區的適應性，構成了宗教的核心。不同於當今的幻覺，古代的聲音是由文化規範所構成，用以產生一個無縫運轉的社會。 
傑恩斯推断，这些“声音”来自與左脑语言中心對應的右脑腦區，特别是对应於韦尼克区和布若卡氏区的右腦腦區。 在大多数现代人的右脑中，這些區域處於休眠狀態，但傑恩斯指出，有些研究表明幻聽與這些大腦區域的活動增強相對應。 
傑恩斯指出，即使在发表时，學者对于精神分裂症的病因或起源也没有共识。 傑恩斯认为，精神分裂症是人类早期二分心智所遗留的痕跡。 最近的证据表明，许多精神分裂症患者不仅听到随机的声音，而且经历「指令性幻覺」来指示他們的行為或敦促他們做某些事 。
指令性幻覺与古代故事中佔顯著篇幅的神靈命令幾乎沒有區別，這支持了傑恩斯的论点。  而於近期出版，由丹尼尔·史密斯 （ Daniel Smith）所著的《 缪斯、疯子和先知：反思历史，科学和听觉幻觉的意义》（ Muses, Madmen, and Prophets: Rethinking the History, Science, and Meaning of Auditory Hallucination ）一書中提出了「幻覺」曾在人類心理狀態中扮演著重要角色的间接證據 ，這也支持了傑恩斯的理论。 

### 二分心智的崩潰
傑恩斯提出，二分心智的變遷標志著如我们今日所熟知的「內省和意識」之開端。 根据傑恩斯的说法，这种二分心智在公元前2000年開始失靈或「崩潰」。他推測原始的古代社會往往會周期性地崩潰，例如古埃及的中間時期以及周期性消失的玛雅城市，因为環境改變使这种二分心智的思维模式所维持的社会文化平衡產生惡化。 
公元前2000年，青銅時代崩潰导致了大规模移民，并造成了一連串意想不到的情況和压力，这要求古代人的心智需要變得更加靈活和更富創造力。「自我覺察」或者說「意識」正是文化演進的解決方案。個體之間往往缺乏共同的語言和文化教育，而個體之間交流常見現象的必要性，鼓勵這些社群產生自我覺察，以便在新環境中生存。 因此，意識就像二分心智一樣，在不斷變化的世界中，作為對社會複雜性的神經適應而浮現。
傑恩斯进一步認為，占卜、祈祷和神谕出現在這個崩潰的時期，為的是召喚來自“眾神”的指示，然而這些“眾神”的聲音已經再也無法聽到了。  透過諮詢那些二分心智仍在運作的特殊個體，或透過抽签來占卜等等，都是對喪失二分心智的回應，例如在《撒母耳記上》中也描繪了一個過渡時代 。在可以與神交流的孩子中也得到了證明，但當他們的神經被語言和社會所設定時，就逐漸失去了這种能力。 根据傑恩斯的说法，那些有著二分心智並繼續預言的人，可能會遭到殺害。当今二分心智的遺留物包括精神疾病，比如精神分裂症和裂腦綜合症患者所感受到的幻覺。 

## 反應

### 大眾反應
一位早期(1977)的評論家認為傑恩斯的假設是有價值的，並提供了有條件的支持，認為這個概念值得進一步研究。
《意識的起源》在市場上獲得成功，並已翻印了數次。
該書最初出版於1976年，曾於1978年獲得美國國家圖書獎提名。已被譯為義大利文、西班牙文、德文、法文和波斯文等多國文字。新版本的後記對一些批評作出回應，也重申了主要主題，該書於1990年在美國出版，1993年在英國（由企鵝出版社出版），於2000年再版。
菲利普·狄克、泰瑞司·麥肯南和大衛·鮑伊都認為他們受到了這本書的影響。

### 學術界反應
傑恩斯的假設仍然存在著爭議。主要的科學批評一直認為傑恩斯得出的結論沒有神經精神病學的事實基礎。
傑恩斯認為，語言是意識存在的必要條件，但不是充分條件：「雖然語言早在幾千年前就已經存在，但沒有語言，意識不可能浮現。」語言是主觀意識和更抽象的思維形式的必要組成部分，這一觀點得到了支持者的支持，支持者包括安迪·克拉克、丹尼爾·丹尼特、威廉·卡爾文、默林·唐納德、約翰·林伯（John Limber）、霍華德·馬格里斯、彼得.卡魯瑟斯和何塞·路易斯·貝穆德斯（José Luis Bermúdez）。威廉姆斯（Williams）（2010）為傑恩斯辯護，反對布洛克（Block）（1981）的批評。

### 個別學者的評論
理查·道金斯在《上帝錯覺》（2006）中記述到《二分心智的崩塌：人類意識的起源》
這本書要麼完全是垃圾，要麼是完美的天才之作；這之間不存在中間地帶！雖然可能是前者，但我想兩邊同時下注。
哲學家丹尼爾·丹尼特認為傑恩斯的一些支持論點可能是錯的，尤其是他對幻覺的重視，但是這對其主要論點並非必不可少。
如果我們要用這種自上而下的方法，我們就要大膽。我們將不得不有所投機，但投機有好有壞，這在科學上並不是多麼了不起的活動。... 那些對這種投機事業沒有興趣的科學家們只能呆在戰壕裡，不冒風險，而我們其他人則冒著犯尷尬錯誤的風險，享受著快樂。——丹尼爾·丹尼特
猶他大學的物理學家兼人類學副教授格雷戈裡·柯克倫（Gregory Cochran）寫道
如果環境有利於改變的話，影響個性、繁殖策略、認知的基因，都能夠在幾千年的時間尺度上發生顯著變化——這包括我們為自己創造的新環境，比如新的謀生方式和新的社會結構。 ... 有證據表明，這種變化已經發生。 ... 初看起來，《崩潰》似乎是有史以來最瘋狂的書之一，但傑恩斯可能有所發現。
科學的作者和歷史學家莫里斯·伯曼（Morris Berman）寫道：傑恩斯對這種新意識的描述是我所見過的最好的描述之一。
丹麥科學作家諾瑞錢德（TorNørretranders）在其1991年的著作中對傑恩斯的理論大加討論。

伊恩·麥吉爾克里斯特（IainMcGilchrist）也發表了類似的觀點,他接受了傑恩斯的想法，但認為傑恩斯的假設與所發生的事情正好相反:
我相信他（傑恩斯）把弄反了這個故事的一個重點。他認為所描述的現象是因為“二分心智思維”的崩潰而產生的（兩個腦半球從前是分開的，現在合併了），然而這與實際發生的事情正好相反。:262

## 类似想法
维莱亚努尔·拉马钱德兰在其2003年的著作《新兴思想》（ The Emerging Mind）中提出了一个类似的概念，将左皮质半球称为“ 衛道者 ”，将右皮质半球称为“ 革命者 ”。
曾就職於夏威夷大学的布鲁斯E.莫顿（Bruce E. Morton），在他的书《神經現實：恢復意義的科學宗教，或7種大腦元素如何創造7種心靈和7種現實》中，同样提出了这样的概念。
精神病学家伊恩·麥吉爾克里斯特（Iain McGilchrist）在他的著作《主人和他的使者》（ The Master and His Emissary）中回顾了脑半球作用的科学研究以及文化证据。  与傑恩斯类似，麦克吉尔克里斯特提出，自柏拉图时代以来，大腦的左半球（標題中的“使者”）逐漸取代右半球（“主人”），對我們造成損害。麥吉爾克里斯特雖然接受傑恩斯的意圖，但他認為傑恩斯的假设“正好與所發生的事情相反”，不是從二分心智轉變到現在，而是腦半球的分離演變成二分心智。 
邁克爾·葛詹尼加开创了裂脑实验，提出了一种类似的理论「左腦解譯器」。 
神经科学家迈克尔·珀辛格（ Michael Persinger）于1980年代共同发明了「上帝頭盔 」，相信他的發明可以透過讓分離的右半球意識，侵入到正常支配的左半球的意識中來誘導神秘體驗。  然而科學研究表明，即使關閉了設備，也可以得到同樣的結果，這表明参與者很可能經歷了安慰劑效應。 

### 流行文化
- 在文学上， 尼尔史蒂文森于1992年创作的小说《 溃雪》 （ Snow Crash）涉及试图使人类回到二分心智意识，前意识状态的尝试。 它包含傑恩斯书中使用的一些插图。 斯蒂芬森的第一部长篇小说《大U》也包含二分心智理论，以解释某些掛名大学生和老师之间的邪教行为。
- 塞巴斯蒂安·福克斯 （ Sebastian Faulks）于 2005年创作的小说《 人类的踪迹 》（ Human Traces）中也包含了二分心智的主题。
- 特伦斯·霍金斯 （ Terence Hawkins ）2009年的小说《阿喀琉斯之怒》（Rage of Achilles ）設定是基于傑恩斯的观念，即当今的意识是在伊利亚特（Iliad）描绘的时间内出现的。 他描述了一个痛苦的过渡时期，其中有些角色完全沉迷於指令性幻觉，有些则是真正的现代人，而大部分的人則介于两者之间。[來源請求]
- 二分心智是1997年Anarky漫畫限量系列的一個主題，也是啟發它的新技术哲學的主題。
- 在2016年的科幻電視劇《西方極樂園》中，二分心智是作為其“接待員”机器人的意識發展模式，正如第一季大結局《雙向的思想》（The Bicameral Mind）所呈現。

## 其他资源
朱利安·傑恩斯协会（Julian Jaynes Society）是由二分心智的支持者于1997年，傑恩斯去世不久后成立。 该协会于2007年发表了有关二分心智的论文集，其中包括心理学人类学家Brian J. McVeigh、心理学家John Limber和Scott Greer，临床心理学家John Hamilton，哲学家Jan Sleutels和David Stove以及汉学家Michael Carr（参见尸 ）。 该书还包含心理学史学家威廉·伍德沃德（William Woodward）和朱恩·塔（June Tower）的朱利安·傑恩斯 （Julian Jaynes）的详尽传记 ，以及神经科学家迈克尔·珀辛格 （ Michael Persinger）的前言。 